# Lukács József (bankigazgató)
Szegedi Lukács József, születési és 1890-ig használt nevén Löwinger József (Szeged, 1855. november 16. – Budapest, 1928. január 23.) az Angol-Osztrák Bank igazgatója, Lukács György filozófus édesapja.

## Élete
A újkori nemesítésű szegedi Lukács család alapítója. Az izraelita származású, szegedi lakos Löwinger Jakab (1814–1905) paplankészítő iparos és Pollák Júlia (1817–1895) fia, eredetileg Löwinger József, aki családnevét 1890-ben magyarosítva a Lukács vezetéknevet vette fel. 18 éves korától fogva dolgozott az Angol-Magyar Bankban, ezt követően pedig a Magyar Általános Hitelbank, 1880-tól az Angol-Osztrák Bank alkalmazásában. 1882-ben belépett a Pátria szabadkőműves páholyba, 1901-ben szertartásmesterként volt bejegyezve. 1883. július 1-jén elvette Wertheimer Adélt. 1899. május 1-jén „szegedi” előnévvel nemességet és címert kapott I. Ferenc József magyar királytól. 1906-ig dolgozott az Angol-Osztrák Bankban, ez idő alatt irodavezető, majd bankigazgató volt. Haláláról beszámolt a Budapesti Hírlap.